# Championnats d'Europe de char à voile 1975
Navigation
1974 1976
Les 13e championnats d'Europe de char à voile 1975, organisés par le pays hôte sous l'égide de la fédération internationale du char à voile, se sont déroulés à Sankt Peter-Ording en Allemagne. 
C'est aussi la 1re édition des championnats du monde de char à voile,.

## Podiums
| Épreuve  | Or                | Argent         | Bronze              |
| -------- | ----------------- | -------------- | ------------------- |
| Classe 1 | Uwe Sönnichsen    | Hans Lindemann | Günther Karschewski |
| Classe 2 | Georges Ameele    | Benoit Demoury | John Healey         |
| Classe 3 | Alain Houtsaegher | Rüdiger Grassy | Fernand Demaret     |

| Épreuve | Or                  | Argent          | Bronze      |
| ------- | ------------------- | --------------- | ----------- |
| Femmes  | Marie Pierre Passet | Christine Laune | Helga Junge |

## Tableau des médailles par nation
| Rang | Nation      | Or | Argent | Bronze | Total |
| ---- | ----------- | -- | ------ | ------ | ----- |
| 1    | Belgique    | 2  | -      | 1      | 3     |
| 2    | Allemagne   | 1  | 2      | 1      | 4     |
| 3    | France      | -  | 1      | -      | 1     |
| 4    | Royaume-Uni | -  | -      | 1      | 1     |

| Rang | Nation    | Or | Argent | Bronze | Total |
| ---- | --------- | -- | ------ | ------ | ----- |
| 1    | France    | 1  | 1      | -      | 2     |
| 2    | Allemagne | -  | -      | 1      | 1     |